# Giacomo Franzoni
Giacomo Franzoni, även Franzone och Fransoni, född 5 december 1612 i Genua, död 19 december 1697 i Rom, var en italiensk kardinal och biskop. Han var en betydande konstmecenat.

## Biografi
Giacomo Franzoni var son till markisen Anfrano Franzoni och Girolama Fieschi. Han studerade vid Bolognas universitet, där han blev iuris utriusque doktor. Under påvarna Innocentius X och Alexander VII var han för en tid skattmästare.
År 1658 utsåg påve Alexander VII in pectore Franzoni till kardinaldiakon med Santa Maria in Aquiro som titeldiakonia. Franzoni utnämndes i juni 1666 till biskop av Camerino och biskopsvigdes av kardinal Neri Corsini senare samma månad i Santa Maria in Vallicella. Kardinal Corsini assisterades vid detta tillfälle av biskoparna Carlo de' Vecchi och Emilio Altieri. Kardinal Franzoni kom att delta i fem konklaver: 1667, 1669–1670, 1676, 1689 och 1691. Han tjänade som camerlengo 1674–1675.
Kardinal Franzoni har fått sitt sista vilorum i Santa Maria in Vallicella i Rom.

## Mecenat
Kardinal Franzoni beställde bland annat bysterna föreställande apostlarna Petrus och Paulus av Alessandro Algardi.